# Sharon Township (Clinton County, Iowa)
Die Sharon Township ist eine von 18 Townships im Clinton County im Osten des US-amerikanischen Bundesstaates Iowa.

## Geografie
Die Sharon Township liegt im Osten von Iowa rund 55 km westlich des Mississippi, der die Grenze zu Illinois bildet. Die Grenze zu Wisconsin befindet sich rund 75 km nördlich.
Die Sharon Township liegt auf 41°59′19″ nördlicher Breite und 90°50′54″ westlicher Länge und erstreckt sich über 93,96 km². Innerhalb der Township befinden sich die Lost Nation Public Hunting Area und die McAndrews Wildlife Area.
Die Sharon Township liegt im äußersten Nordwesten des Clinton County und grenzt und grenzt im Südwesten an das Cedar, im Westen an das Jones sowie im Norden an das Jackson County. Innerhalb des Clinton County grenzt die Sharon Township im Osten an die Brookfield Township, im Südosten an die Grant Township und im Süden an die Liberty Township.

## Verkehr
Durch die Orange Township verläuft in west-östlicher Richtung der Iowa Highway 136. Alle weiteren Straßen sind County Roads sowie weiter untergeordnete und zum Teil unbefestigte Fahrwege.
Der nächstgelegene Flugplatz ist der rund 15 km nordöstlich der Township gelegene Maquoketa Municipal Airport; die nächstgelegene größeren Flughäfen sind der rund 60 nordnordöstlich gelegene Dubuque Regional Airport, der rund 80 km südsüdöstlich gelegene Quad City International Airport und der rund 80 km westlich gelegene Eastern Iowa Airport in Cedar Rapids.

## Bevölkerung
Bei der Volkszählung im Jahr 2010 hatte die Township 701 Einwohner. Neben Streubesiedlung existiert in der Sharon Township mit Lost Nation eine selbstständige Kommune (mit dem Status „City“).